# Agave univittata
Agave univittata là một loài thực vật có hoa trong họ Măng tây. Loài này được Haw. mô tả khoa học đầu tiên năm 1831.

## Hình ảnh

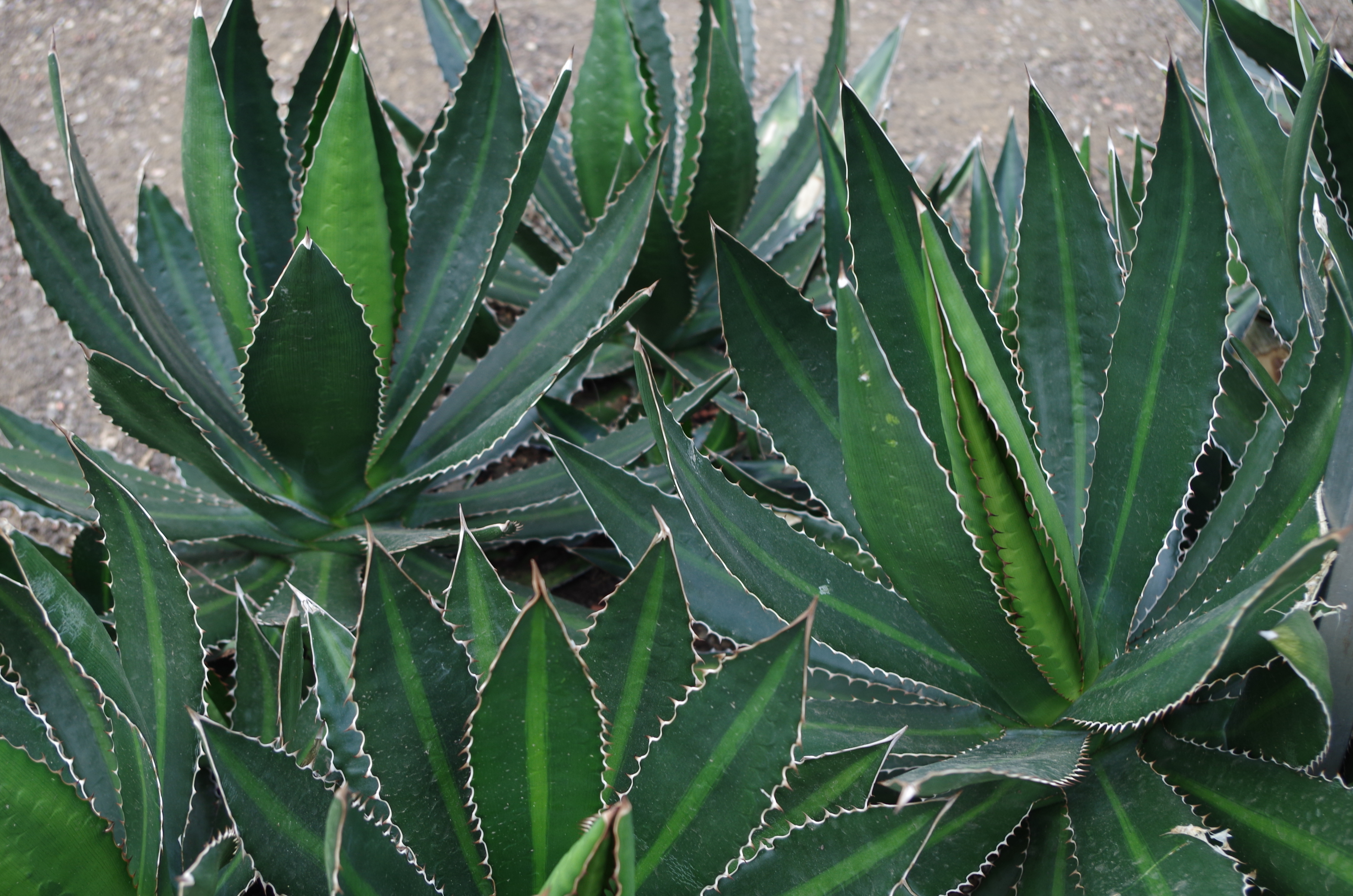
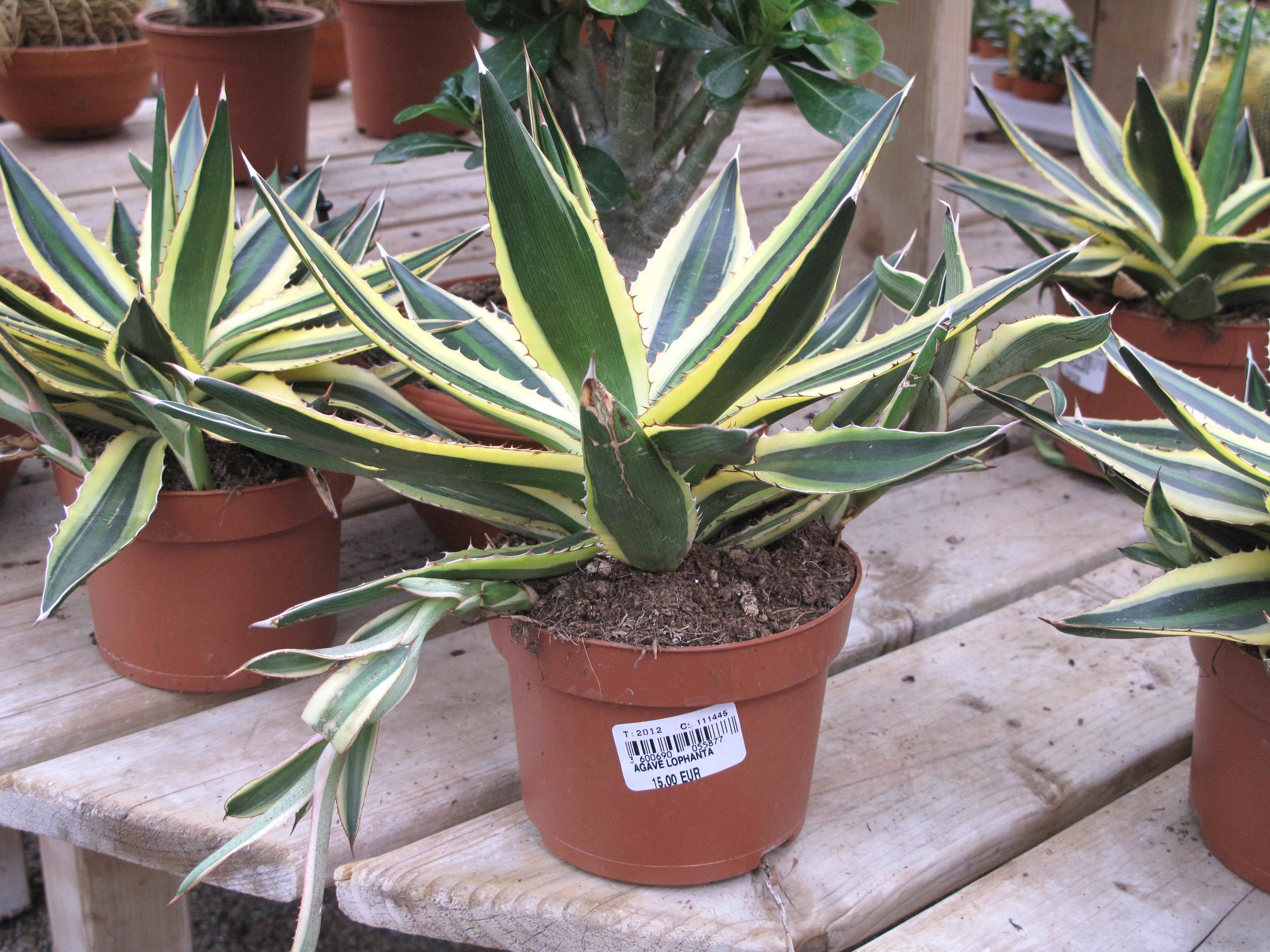
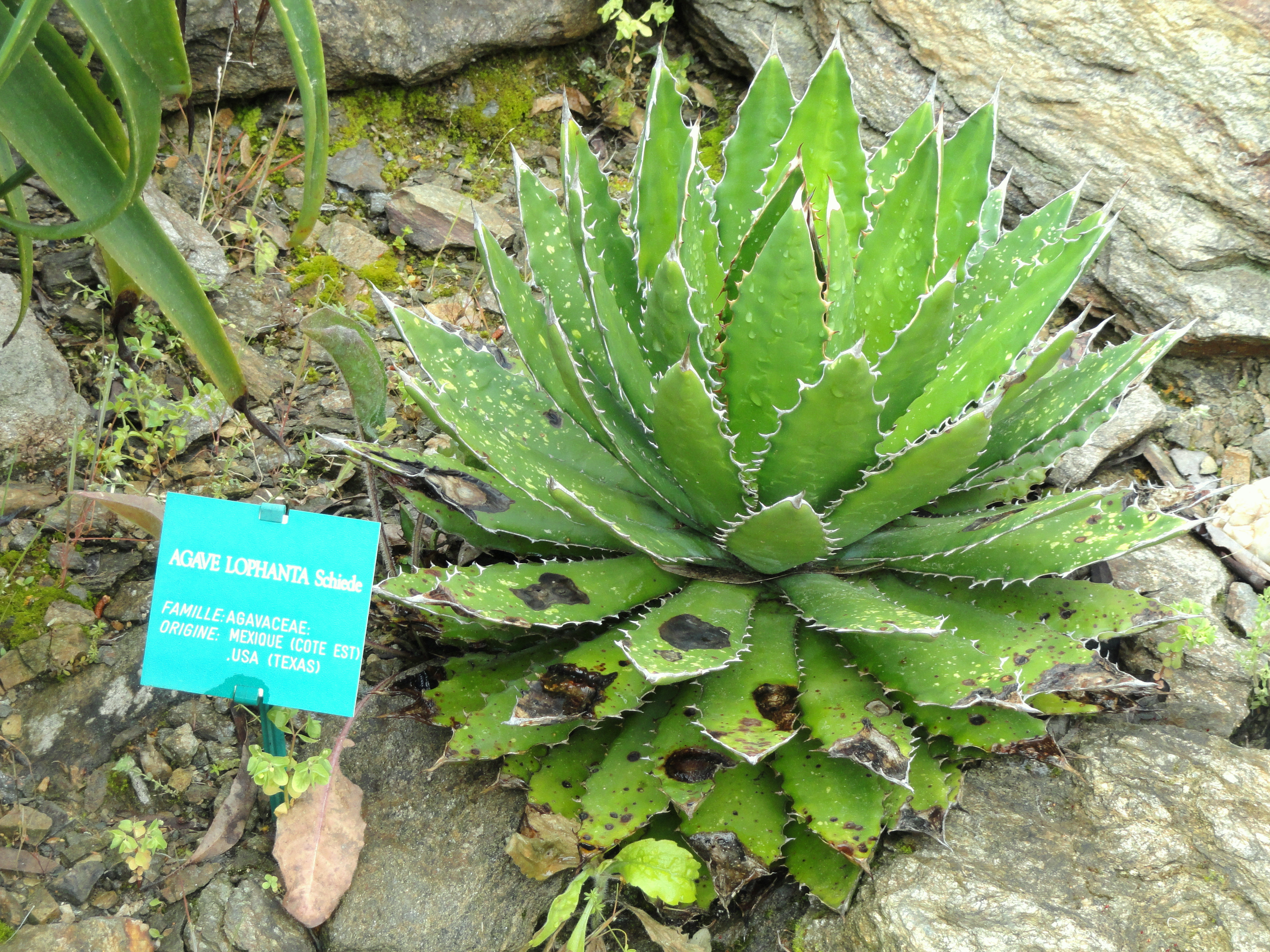
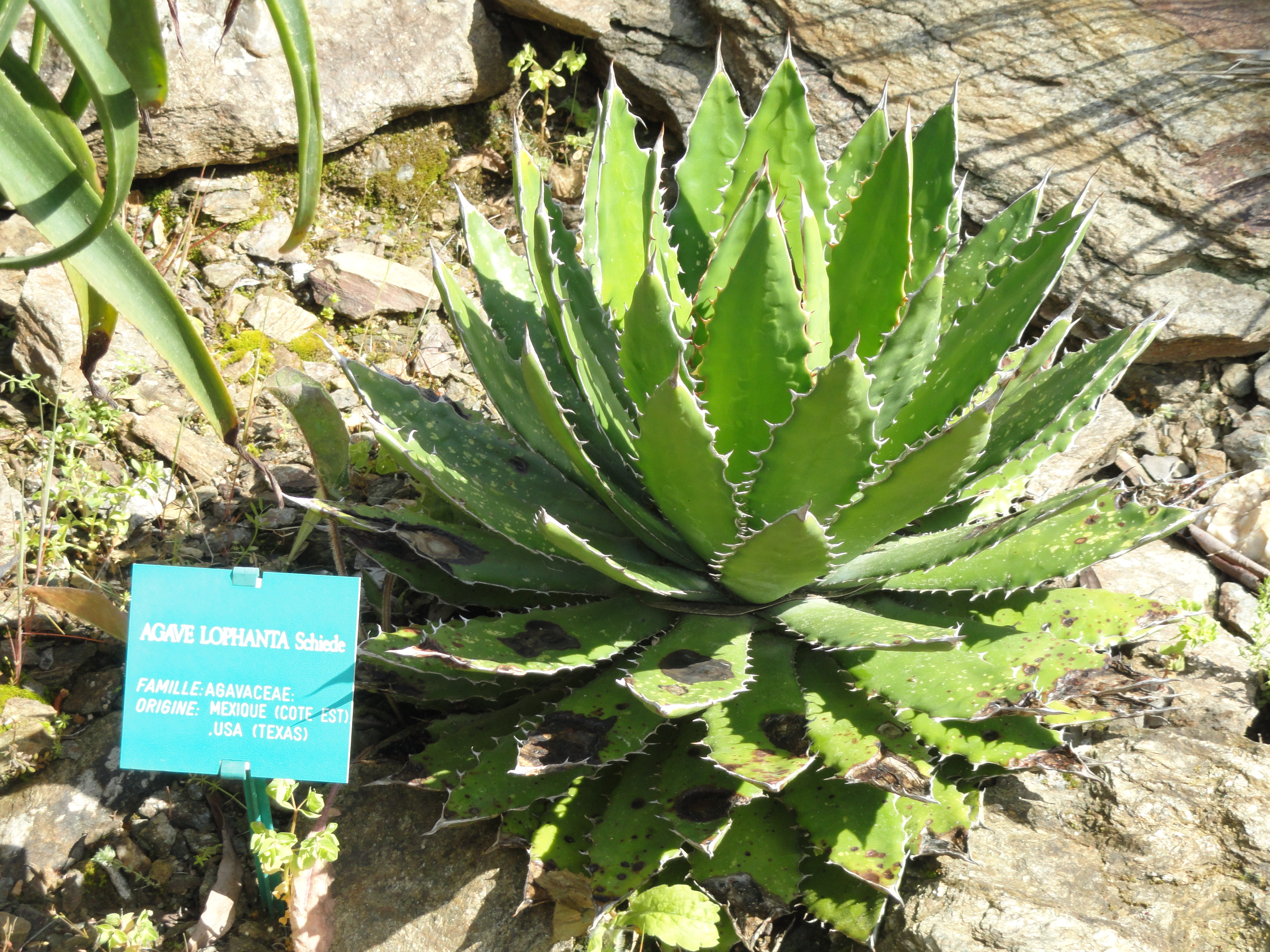